# Зинов, Николай Владимирович
Никола́й Влади́мирович Зи́нов (14 сентября 1924, Симкино, Пензенская губерния (ныне Большеберезниковский район Мордовии) — 1 июля 1999) — участник Великой Отечественной войны, Герой Советского Союза.

## Биография
Родился в крестьянской семье. Окончил 8 классов, работал статистиком в райземотделе.
С 24 августа 1942 года находится в рядах Советской Армии. В октябре 1942 года вступил в комсомол. На фронт попал в 1943 году. Служил командиром пулемётного расчёта 574-го стрелкового полка 121-й стрелковой дивизии.
В июле 1943 года пулемётный расчет Зинова отразил несколько атак противника, уничтожил 74 солдата противника, обеспечив продвижение советских частей. 29 августа 1943 года при прорыве обороны противника в районе города Глухов Сумской области с расчётом уничтожил большую группу солдат противника.
3 октября 1943 года в ходе боя на плацдарме на правом берегу Днепра в районе села Ясногородка Киевской области сержант Зинов был ранен, но поле боя не покинул, удерживая занимаемую позицию до подхода подкрепления, и уничтожив более 20 вражеских солдат.
В дальнейшем принимал участие в освобождении Украины, Польши, воевал в Германии. Был дважды ранен. Войну закончил в Праге.
После войны в звании старшего лейтенанта вышел в запас в октябре 1955 года. Четыре года был председателем районного комитета ДОСААФ в городе Долина Ивано-Франковской области, затем работал на автозаводе в Горьком, позднее работал в военизированной охране на одном из предприятий города Тольятти.
Переехал в Саранск. Умер 1 июля 1999 года. 

## Награды
- Медаль «Золотая Звезда» (№ 5827) — 17 октября 1943;
- орден Ленина;
- орден Отечественной войны I степени;
- орден Отечественной войны II степени;
- орден Красной Звезды;
- медали.

## Память
В Саранске в 2009 году в мемориальном музей военного и трудового подвига состоялась выставка «Герой из Мордовии» к 85-летию Николая Зинова.